# Stegea minutalis
Stegea minutalis là một loài bướm đêm trong họ Crambidae.